# DO-P-KAN
DO-P-KAN，又譯《狂飆世代》，是日本漫画家重野秀一创作的漫画。于1992年至1995年期间在《週刊Young Magazine》连载，单行本全10巻。

## 概要
以高中田徑部为故事背景，讲述了南陵高中的田径部學生北村高志和他最好的朋友池田紀明的青春故事。

## 出版
作品分為兩個部分，第一部分出版于《週刊Young Magazine》雜誌1992年第44期至1994年第16期，第二部分出版于1994年第17期至1995年第20期与第21期的合併刊号。
另外，在包含該作品的漫畫总集《Young Magazine KC Special》（講談社）全10卷中，第1至6卷为第一部分，而第7卷至第10卷则为第二部分。
尖端出版社于1999年11月初出版。属于青年館SPP系列漫畫。